# أليس (فلم سنة 1988)
أليس فيلم خيالي مظلم لعام 1988 من تأليف وإخراج السيريالي يان شفانكماير. عنوانها التشيكي الأصلي هو Něco z Alenky ، وهو يعني «شيء من أليس». وهو مأخوذ عن مغامرات أليس في بلاد العجائب (1865) لكن شفانكماير صممه بطريقة مختلفة عن الفيلم القديم .
بالنسبة إلى يان شفانكماير، أصبحت أليس أول مشروع له في صناعة الأفلام الطويلة. أصيب المخرج بخيبة أمل بسبب التعديلات الأخرى لكتاب كارول، والتي تفسرها على أنها قصة خيالية. كان هدفه بدلاً من ذلك جعل القصة تلعب مثل حلم غير أخلاقي.

## وصلات خارجية
- أليس على موقع IMDb (الإنجليزية)
- أليس على موقع الموسوعة البريطانية (الإنجليزية)
- أليس على موقع روتن توميتوز (الإنجليزية)
- أليس على موقع نتفليكس (الإنجليزية)
- أليس على موقع ألو سيني (الفرنسية)
- أليس على موقع Turner Classic Movies (الإنجليزية)
- أليس على موقع أول موفي (الإنجليزية)
- أليس على موقع فيلمافينيتي (الإسبانية)
- أليس على موقع قاعدة بيانات الفيلم (الإنجليزية)
- أليس على موقع ليتربوكسد (الإنجليزية)